# Палац Буенавіста
Палац Буенавіста (ісп. El Palacio de Buenavista, також  El Palacio de los Condes de Buenavista  — «палац графів Буенавіста») — історична будівля в Малазі. Двоповерхова будівля з вежами знаходиться в історичному центрі міста, в єврейському кварталі, на вулиці Сан-Аугустін.

## Історія
Побудовано в першій половині XVI століття для Дієго де Касалья на руїнах палацу Насрідів. Після його смерті перейшло у власність графів Молліна, а в XIX столітті — до графів Буенавіста.
1939 року включений до реєстру об'єктів культурної інтересу Іспанії. У роки Громадянської війни в Іспанії в палаці Буенавіста розміщувався госпіталь Червоного Хреста.
У 1946 році переданий для розміщення експозиції художнього музею провінції Малага, яка відкрилася в 1961 році.
1997 року експозиція художнього музею закрита, щоб звільнити місце для музею Пікассо, який відкрився в стінах палацу у 2003 році.